# Kajak-kenu a 2005. évi nyári európai ifjúsági olimpiai fesztiválon
A 2005. évi nyári európai ifjúsági olimpiai fesztiválon a kajak-kenu versenyszámait július 4. és 7. között rendezték San Giorgio di Nogaróban. A férfiak 10 számban versenyeztek, míg a nők 6-ban.

## Magyar résztvevők
A magyar kajak-kenu csapatot 8 versenyző alkotta (6 férfi, 2 nő), két edző, Csathó Józsefné és Hubik András irányítása alatt.
A magyar csapat tagjai:
- Devecseri Ádám C-1, C-2
- Hajdú Gergő Károly C-1, C-2
- Németh Tamás K-1, K-2, K-4
- Pélyi Dávid K-2, K-4
- Péter Kristóf K-2, K-4
- Varga Kálmán K-1, K-4
- Juhász Vanda  K-1 K-2
- Nagy Imola K-1, K-2

## Összesített éremtáblázat
| A 2005. évi nyári európai ifjúsági olimpiai fesztivál összesített éremtáblázata kajak-kenuban | A 2005. évi nyári európai ifjúsági olimpiai fesztivál összesített éremtáblázata kajak-kenuban | A 2005. évi nyári európai ifjúsági olimpiai fesztivál összesített éremtáblázata kajak-kenuban | A 2005. évi nyári európai ifjúsági olimpiai fesztivál összesített éremtáblázata kajak-kenuban | A 2005. évi nyári európai ifjúsági olimpiai fesztivál összesített éremtáblázata kajak-kenuban | Olimpia  |
| --------------------------------------------------------------------------------------------- | --------------------------------------------------------------------------------------------- | --------------------------------------------------------------------------------------------- | --------------------------------------------------------------------------------------------- | --------------------------------------------------------------------------------------------- | -------- |
|                                                                                               | Ország                                                                                        | Arany                                                                                         | Ezüst                                                                                         | Bronz                                                                                         | Összesen |
| 1.                                                                                            | Oroszország                                                                                   | 7                                                                                             | 2                                                                                             | 0                                                                                             | 9        |
| 2.                                                                                            | Spanyolország                                                                                 | 3                                                                                             | 2                                                                                             | 0                                                                                             | 5        |
| 3.                                                                                            | Dánia                                                                                         | 2                                                                                             | 1                                                                                             | 2                                                                                             | 5        |
| 4.                                                                                            | Magyarország                                                                                  | 1                                                                                             | 2                                                                                             | 2                                                                                             | 5        |
| 5.                                                                                            | Portugália                                                                                    | 1                                                                                             | 1                                                                                             | 3                                                                                             | 5        |
| 6.                                                                                            | Ukrajna                                                                                       | 1                                                                                             | 0                                                                                             | 2                                                                                             | 3        |
| 7.                                                                                            | Lengyelország                                                                                 | 1                                                                                             | 0                                                                                             | 0                                                                                             | 1        |
| 8.                                                                                            | Moldova                                                                                       | 0                                                                                             | 2                                                                                             | 3                                                                                             | 5        |
| 9.                                                                                            | Csehország                                                                                    | 0                                                                                             | 2                                                                                             | 1                                                                                             | 3        |
| 10.                                                                                           | Szerbia és Montenegró                                                                         | 0                                                                                             | 1                                                                                             | 1                                                                                             | 2        |
| 11.                                                                                           | Fehéroroszország                                                                              | 0                                                                                             | 1                                                                                             | 0                                                                                             | 1        |
|                                                                                               | Olaszország                                                                                   | 0                                                                                             | 1                                                                                             | 0                                                                                             | 1        |
|                                                                                               | Románia                                                                                       | 0                                                                                             | 1                                                                                             | 0                                                                                             | 1        |
| 14.                                                                                           | Lettország                                                                                    | 0                                                                                             | 0                                                                                             | 2                                                                                             | 2        |
|                                                                                               |                                                                                               |                                                                                               |                                                                                               |                                                                                               |          |
| Összesen                                                                                      | Összesen                                                                                      | 16                                                                                            | 16                                                                                            | 16                                                                                            | 48       |

## Férfi
| A 2005. évi nyári európai ifjúsági olimpiai fesztivál érmesei férfi síkvízi kajak-kenuban |                                                                              |         |                                                                                          |         | |         |
| Versenyszám                                                                               | Arany                                                                        | Arany   | Ezüst                                                                                    | Ezüst   | Bronz | Bronz   |
| C-1 500 m                                                                                 | Miguel Rodriguez · Spanyolország                                             | 2:12,64 | Hajdú Gergő Károly · Magyarország                                                        | 2:14,11 | Raivis Vinogradovs · Lettország                                                                                      | 2:14,80 |
| C-1 1000 m                                                                                | Miguel Rodriguez · Spanyolország                                             | 4:30,83 | Lukas Koranda · Csehország                                                               | 4:32,42 | Raivis Vinogradovs · Lettország                                                                                      | 4:36,89 |
| C-2 500 m                                                                                 | Ukrajna · Denys Kamerylov · Pavlo Rykhtyuk                                   | 1:58,55 | Magyarország · Hajdú Gergő Károly · Devecseri Ádám                                       | 1:59,28 | Csehország · Vaclav Egermaier · Lukas Koranda                                                                        | 1:59,77 |
| C-2 1000 m                                                                                | Lengyelország · Jakub Sitkowski · Bartosz Plawski                            | 4:16,88 | Csehország · Vaclav Egermaier · Lukas Koranda                                            | 4:18,04 | Ukrajna · Denys Kamerylov · Pavlo Rykhtyuk                                                                           | 4:18,14 |
| K-1 500 m                                                                                 | Emil Christian Stær Simensen · Dánia                                         | 1:52,18 | Vasile Pogreban · Moldova                                                                | 1:53,08 | Sergiy Vakulenko · Ukrajna                                                                                           | 1:53,92 |
| K-1 1000 m                                                                                | Emil Christian Stær Simensen · Dánia                                         | 3:56,15 | Vitaliy Bialko · Fehéroroszország                                                        | 3:58,56 | Vasile Pogreban · Moldova                                                                                            | 4:00,06 |
| K-2 500 m                                                                                 | Oroszország · Maxim Kuznetsov · Nikolay Savchenko                            | 1:40,65 | Románia · George Razesu · Ionut Alexandru Mitrea                                         | 1:41,22 | Moldova · Denis Sergheev · Dmitri Subbotin                                                                           | 1:41,37 |
| K-2 1000 m                                                                                | Oroszország · Maxim Kuznetsov · Nikolay Savchenko                            | 3:36,60 | Olaszország · Carlo Ceciliato · Roberto Annarumma                                        | 3:40,23 | Magyarország · Péter Kristóf · Pélyi Dávid                                                                           | 3:40,39 |
| K-4 500 m                                                                                 | Portugália · Fernando Pimenta · Jorge Castro · Joao Riberio · Flavio Pereira | 1:33,94 | Moldova · Maxim Melnicenco · Vasile Pogreban · Denis Sergheev · Dmitri Subbotin          | 1:34,61 | Dánia · Nikolaj Aleksander Dagnæs-Hansen · Emil Rosenkrands Irgens · Jonas Bro Madsen · Emil Christian Stær Simensen | 1:34,99 |
| K-4 1000 m                                                                                | Magyarország · Németh Tamás · Pélyi Dávid · Péter Kristóf · Varga Kálmán     | 3:30,09 | Oroszország · Artem Kononyuk · Maxim Kuznetsov · Maxim Shakhvorostov · Nikolay Savchenko | 3:31,07 | Moldova · Maxim Melnicenco · Vasile Pogreban · Denis Sergheev · Dmitri Subbotin                                      | 3:33,27 |

## Női
| A 2005. évi nyári európai ifjúsági olimpiai fesztivál érmesei férfi síkvízi kajak-kenuban |                                                                                             |         | |         | |         |
| Versenyszám                                                                               | Arany                                                                                       | Arany   | Ezüst | Ezüst   | Bronz | Bronz   |
| K-1 500 m                                                                                 | Ekaterina Pochtovaya · Oroszország                                                          | 2:05,67 | Gabriela Alvarez · Spanyolország                                                                                        | 2:09,41 | Marcia Costa · Portugália                                                                                               | 2:11,69 |
| K-1 1000 m                                                                                | Ekaterina Pochtovaya · Oroszország                                                          | 4:20,81 | Marcia Costa · Portugália                                                                                               | 4:27,43 | Nagy Imola · Magyarország                                                                                               | 4:29,51 |
| K-2 500 m                                                                                 | Spanyolország · Gabriela Alvarez · Ainara Portela                                           | 1:55,60 | Oroszország · Julia Kachalova · Ekaterina Popivnenko                                                                    | 1:57,17 | Portugália · Ines Esteves · Sara Rafael                                                                                 | 1:58,24 |
| K-2 1000 m                                                                                | Oroszország · Julia Kachalova · Ekaterina Popivnenko                                        | 4:11,68 | Spanyolország · Gabriela Alvarez · Ainara Portela                                                                       | 4:15,77 | Portugália · Ines Esteves · Sara Rafael                                                                                 | 4:16,55 |
| K-4 500 m                                                                                 | Oroszország · Julia Kachalova · Elena Kozlova · Ekaterina Popivnenko · Ekaterina Pochtovaya | 1:50,15 | Szerbia és Montenegró · Marija Matejin · Ivana Hajosevic · Nikolina Moldovan · Vesna Hajosevic                          | 1:54,64 | Dánia · Emma Riber Broberg · Christina Maria Christensen · Rikke Højer Møller Larsen · Maria Annemone Kongstad Pedersen | 1:56,13 |
| K-4 1000 m                                                                                | Oroszország · Julia Kachalova · Elena Kozlova · Ekaterina Popivnenko · Ekaterina Pochtovaya | 4:05,91 | Dánia · Emma Riber Broberg · Christina Maria Christensen · Rikke Højer Møller Larsen · Maria Annemone Kongstad Pedersen | 4:16,17 | Szerbia és Montenegró · Marija Matejin · Ivana Hajosevic · Nikolina Moldovan · Vesna Hajosevic                          | 4:20,05 |